# Charles-Marie de La Condamine
Charles-Marie de La Condamine (francès: Charles Marie de La Condamine)  (París, 28 de gener de 1701 - París, 4 de febrer de 1774) fou un matemàtic, explorador i geògraf francès.

## Vida i obra
Fill d'un aristòcrata, conseller reial, la Condamine va estudiar al Liceu Louis-le-Grand i, en acabar els estudis el 1719, es va allistar a l'exèrcit per combatre a la guerra de la Quàdruple Aliança. Va participar en el setge de Roses, on la confessió d'un presoner enemic, el va fer canviar de pensaments.
En retornar a París el 1720, centrà els seus interessos en les matemàtiques i les exploracions geogràfiques. Va establir amistat amb Voltaire, amb qui va organitzar una trampa per guanyar molts diners amb una recent establerta loteria estatal que havia estat mal calculada: tots dos es van fer rics. També va fer amistat amb Maupertuis i el 1730 va ser nomenat ajudant químic de l'Acadèmia de Ciències de París.
Després de diversos treballs fou nomenat membre de l' expedició de 1735 al Perú organitzada per l'Acadèmia de Ciències per mesurar la longitud d'un grau de meridià terrestre a les proximitats de l'equador. L'objectiu era comparar aquesta mesura amb una equivalent realitzada per una altra expedició enviada a Lapònia (dirigida pel seu amic Maupertuis) i així determinar si la Terra està aixafada pels pols o per l'equador. L'expedició s'instal·là a Quito, llavors capital de la Reial Audiència de Quito, i inicià els seus treballs amb la col·laboració d'il·lustrats locals i espanyols, com els enginyers militars espanyols Antonio de Ulloa i Jorge Juan que tenien la missió d'assegurar-se que els francesos només feien el que estava programat.
La relació amb els seus col·legues d'expedició, Louis Godin i Pierre Bouguer, fou dolenta i malgrat l'èxit de la missió i els considerables resultats científics, La Condamine se separà i organitzà pel seu compte una expedició de tornada anant per l'Amazones. Retornà a París el 1744 i publicà els resultats de les seves troballes, que no van ser exclusivament geodèsiques o astronòmiques, ja que va proporcionar la primera descripció a Europa del curare, un verí preparat per moltes tribus ameríndies, i del cautxú, un material tou i impermeable.

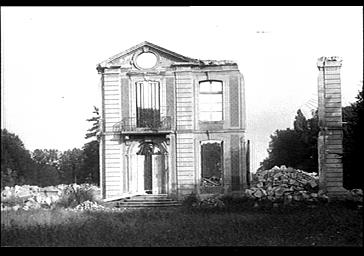
Castell d'Estoully, després dels bombardejos de 1917.

El 1756 va viatjar a Itàlia per obtenir el permís papal per casar-se amb la seva neboda Charlotte Bouzier d'Estouilly. Després de casar-se l'agost de 1756, La Condamine es va retirar a passar llargues temporades al castell d'Estouilly al Somme; la seva progresiva sordesa el va obligar a utilitzar un otòfon que el va caracteritzar els últims anys de la seva vida. El castell d'Estoully va ser destruït pels bombardejos de la batalla del Somme el març de 1917, però, afortunadament, es van salvar la major part dels seus manuscrits i els del seu amic Maupertuis.

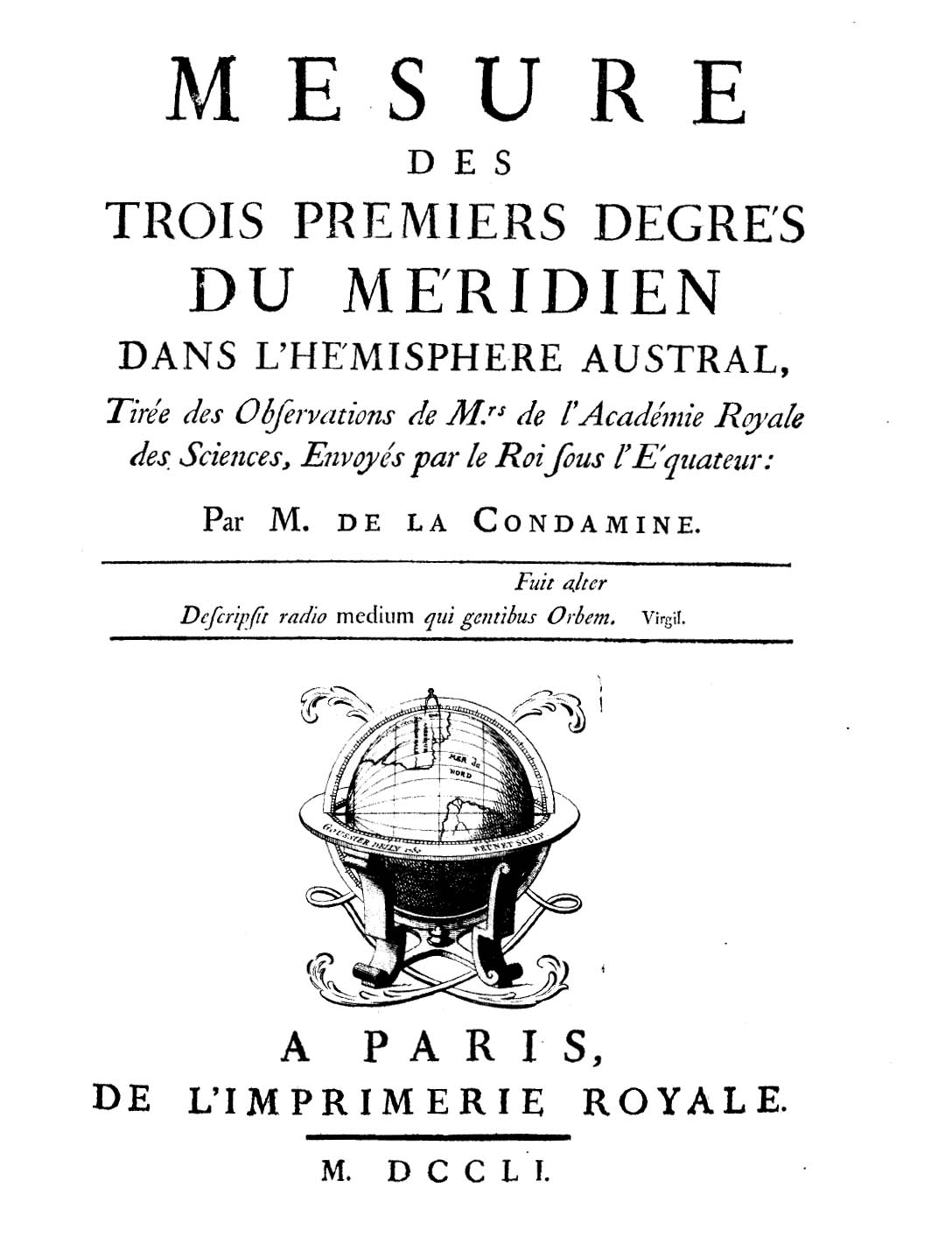
Mesure des trois premiers degrés du méridien dans l'hémisphere austral, 1751.

## Expedició al Perú
Els principals integrants de la part francesa van ser el químic i geògraf Charles-Marie de la Condamine, el físic Pierre Bouguer; l'astrònom Louis Godin i el naturalista Joseph de Jussieu (1704-1779). Els participants per la part espanyola van ser Jordi Juan i Santacilia i Antonio de Ulloa oficials espanyols de comprovada lleialtat i reconegudes habilitats. Després de travessar l'istme de Panamà van navegar fins a Manta (Equador), per arribar a Quito el 4 de juny de 1736, després de més d'un any de viatge desde París. A Guayaquil se'ls va unir un dels notables criolls de l'època Pedro Vicente Maldonado (originari de la Reial Audiència de Quito).
Van acabar els seus treballs d'amidament d'un arc de un grau de la línia equatorial el 1739 i aleshores es van separar: la Condamine va decidir retornar baixant l'Amazones mentre els seus companys van tornar per on havien vingut. El viatge de la Condamine va ser un autèntic viatge d'exploració en el qual, no solament va haver d'enginyar tota mena d'artefactes, sinó que va poder recollir nombroses espècies minerals, vegetals i animals que, a la seva tornada, va entregar al naturalista Buffon.
El 1745 va presentar a l'Acadèmia la seva memòria Relation abrégée d’un voyage fait dans l’intérieur de l’Amérique méridionale en la qual, i de forma desordenada, explicava les seves troballes científiques, naturals i etnogràfiques. En aquest últim aspecte, sembla que la Condamine, no va ser gaire precís, i potser ni tan sol honrat, ja que va confondre costums ameríndies, va amagar ajudes que havia rebut i va suprimir fonts que havia utilitzat.